# Cannonball (сингл)
Cannonball (с англ. — «Пушечное ядро») — песня, записанная американской исполнительницей Лией Мишель. Является дебютным и лид-синглом в поддержку дебютного альбома певицы — Louder. 10 декабря 2013 года состоялся релиз трека в iTunes, а 16 декабря - на радио, в Утреннем шоу Элвиса Дюрана. Авторами песни выступили Сия, Бэнни Бланко, Микель Сторлир Эриксен, Тор Эрик Германсэн и Сауд, а продюсерами - Stargate и Бэнни Бланко.
Сингл получил в основном положительные отзывы от музыкальных критиков, которые хвалили вокал мисс Мишель. Песня достигла пика на 75-м месте в официальном чарте синглов Billboard 100 в Соединенных Штатах, а продажи составили 51 000 цифровых копий в первую неделю релиза.

## Тема и посыл
В интервью MTV Лиа сказала, что «Cannonball» — это песня, которая помогла ей справиться с депрессией, после смерти её парня и партнера по сериалу Кори Монтейта, летом 2013 года. Изначально, Мишель не планировала включать песню в альбом, который она закончила записывать в июне, но после того, как Монтейт умер в возрасте 31 года в июле, Лиа отложила свой альбом и на мгновение задумалась, было ли что-то ещё, что помогло бы облегчить ей боль в груди . Работая с такими авторами как Сия и Бенни Бланко, которые совместно написали эту песню, она записала её и сингл стал для неё "мантрой выживания".

## Живые выступления
Первое живое исполнение с «Cannonball» состоялось 12 декабря 2013 года на Шоу Эллен ДеДженерс, куда мисс Мишель была приглашена в качестве музыкального гостя. Так же, 19 декабря 2013 состоялось выступление на шоу The X Factor (США), а 4 марта 2014 на Вечернем шоу с Джимми Фэллоном, где Лиа так же была приглашена в качестве звёздного гостя.

## Рецензии критиков
Песня получила положительные отзывы от музыкальных критиков. Billboard писал: "В бомбическом поп-хоре песни, уверенная в себе Лиа Мишель, чей бродвейский голос так же точен, как вы ожидаете" — «И теперь, я начинаю жить сегодня, сегодня, сегодня. Я закрыла дверь / я получила это новое начало и теперь я буду летать, я буду летать как пушечное ядро»."
Писатель Rolling Stone Рон Блистейн дал песне благоприятный отзыв, написав: "Трек мгновенно запоминается, что неудивительно, учитывая количество ведущих хит-мейкеров, работающих над ним, включая соавторов Сию Фюрлер и Бенни Бланко. Продакшн осуществляется норвежским дуэтом Stargate. Тем не менее, сильный вокал мисс Мишель занимает центральное место в песне, где она ловко использует свои бродвейские вокальные фишки и штучки."

## Музыкальное видео
Видеоклип на «Cannonball» снимался двумя частями: 17 ноября и 16 декабря 2013 года. Премьера состоялась на VEVO и YouTube 9 января 2014 года. Режиссёром клипа выступил Роберт Хейлз, а стилистом Эсти Стэнли. Видео имеет более 18 миллионов просмотров на YouTube.

## Формат и список треков
- CD Single[9]

1. «Cannonball» – 3:35

- Dave Audé (Remixes) – EP[10]

1. «Cannonball» (Dave Audé Club Remix) – 6:50
2. «Cannonball» (Dave Audé Radio) – 4:33
3. «Cannonball» (Dave Audé Mixshow) – 5:47
4. «Cannonball» (Dave Audé Club Instrumental) – 6:50
5. «Cannonball» (Dave Audé Dub) – 6:19

- DVD Single

1. «Cannonball» (Music Video) – 3:48
2. «Cannonball» (Live In Studio) – 3:55

## Чарты
| Чарт (2013–2014)                           | Пиковая позиция |
| ------------------------------------------ | --------------- |
| Австралия (ARIA)                           | 45              |
| Бельгия/Фландрия (Ultratip Bubbling Under) | 7               |
| Бельгия/Валлония (Ultratip Bubbling Under) | 11              |
| Canada (Canadian Hot 100)                  | 49              |
| Франция (SNEP)                             | 48              |
| Ирландия (IRMA)                            | 80              |
| Italy (FIMI)                               | 27              |
| Japan (Japan Hot 100)                      | 82              |
| Испания (PROMUSICAE)                       | 32              |
| Великобритания (OCC UK Singles)            | 56              |
| US Billboard Hot 100                       | 75              |
| US Digital Songs (Billboard)               | 22              |
| US Dance Club Songs (Billboard)            | 18              |

## Релиз
| Страна         | Дата            | Формат               | Лейбл            |
| -------------- | --------------- | -------------------- | ---------------- |
| США            | 10 декабря 2013 | Цифровая дистрибуция | Columbia Records |
| Великобритания | 9 марта 2014    | Цифровая дистрибуция | Columbia Records |